# 2010年代の建築
2010年代の建築についての概要である。 

## 日本の主要作品
- 逢妻交流館（2010年）
- 葵タワー（2010年）
- 足柄サービスエリア（2010年）
- アドバンス・スクエア刈谷（2010年）
- アトラスタワー六本木（2010年）
- アトレ秋葉原（2010年）
- IKOZA（2010年）
- 伊勢市立五十鈴中学校（2010年）
- 一宮市総合体育館（2010年）
- 靱公園の住宅（2010年）
- A-FACTORY（2010年）
- 青梅市役所（2010年）
- 大阪富国生命ビル（2010年）
- 岡崎市こども自然遊びの森 わんPark（2010年）
- 沖縄市体育館（2010年）
- 勝どきビュータワー（2010年）
- 金沢湯涌江戸村（2010年）
- 刈谷市役所（2010年）
- 川越市産業観光館（2010年）
- 環球貿易広場（2010年）
- 岐阜大学応用生物科学部附属動物病院（2010年）
- 京都ヨドバシ（2010年）
- グランモール（2010年）
- 御在所サービスエリア（2010年）
- ザ・キャピトルホテル 東急（2010年）
- サザンスカイタワー八王子（2010年）
- The SOHO（2010年）
- G1TOWER（2010年）
- シティタワー蕨（2010年）
- 品川フロントビル（2010年）
- 渋谷区文化総合センター大和田（2010年）
- 甑葉プラザ（2010年）
- 新歌舞伎座 (大阪)（2010年）
- セントラルパークタワー・ラ・トゥール新宿（2010年）
- 新宿セントラルパークシティ（2010年）
- 住友不動産渋谷ファーストタワー（2010年）
- 仙台市立仙台高等学校（2010年）
- 仙台トラストシティ（2010年）
- セントライズ栄（2010年）
- ソララ（2010年）
- 大栄野球場（2010年）
- ダイワロイネットホテル仙台（2010年）
- チャスカ茶屋町（2010年）
- 長楽寺 (福島市)（2010年）
- つくば市役所（2010年）
- 豊島美術館（2010年）
- 東京都立多摩総合医療センター（2010年）
- トツカーナ（2010年）
- 名古屋中学校・高等学校（2010年）
- 名古屋丸紅ビル（2010年）
- Nacs末広（2010年）
- 日土地銀座ビル（2010年）
- 二戸警察署（2010年）
- ねぶたの家 ワ・ラッセ（2010年）
- パークコート麻布十番 ザ タワー（2010年）
- パークタワー上野池之端（2010年）
- 八王子市民会館（2010年）
- はっち（2010年）
- 原町トンネル（2010年）
- ヒューリックみなとみらい（2010年）
- 深川ギャザリア（2010年）
- 富士ゼロックスR&Dスクエア（2010年）
- 府中市立府中明郷学園（2010年）
- ブランズタワー南千住（2010年）
- ホキ美術館（2010年）
- 北洋大通センター（2010年）
- マザックアートプラザ（2010年）
- 三重県警察学校（2010年）
- ミオカ（2010年）
- 御影タワーレジデンス（2010年）
- 三井住友銀行本店ビルディング（2010年）
- みなとみらいセンタービル（2010年）
- 室町東三井ビルディング（2010年）
- ヤマハ銀座ビル（2010年）
- Luz湘南辻堂（2010年）
- 李禹煥美術館（2010年）
- リバーサイドタワー中之島（2010年）
- LEXN（2010年）
- 六甲枝垂れ（2010年）
- ロッテシティホテル錦糸町（2010年）
- 愛彩ランド（2011年）
- アイネスフクヤマ（2011年）
- アウルタワー（2011年）
- 秋田市北部市民サービスセンター（2011年）
- アークヒルズフロントタワー（2011年）
- あべのキューズタウン（2011年）
- 安藤百福発明記念館 横浜（2011年）
- 飯野ビルディング（2011年）
- 井川町立井川中学校（2011年）
- 伊勢赤十字病院（2011年）
- 今治市伊東豊雄建築ミュージアム（2011年）
- 今治市岩田健母と子のミュージアム（2011年）
- 宇土市立網津小学校（2011年）
- NBF大崎ビル（2011年）
- 大河津可動堰（2011年）
- 大阪ステーションシティ（2011年）
- OSAKA福島タワー（2011年）
- 金沢海みらい図書館（2011年）
- 吉志部神社（2011年）
- KITEN（2011年）
- 経堂コルティ（2011年）
- 小倉D.C.タワー（2011年）
- 国立病院機構三重病院（2011年）
- 木の葉モール橋本（2011年）
- ささしま米野歩道橋（2011年）
- サッポロ・イーワン・スタジアム（2011年）
- THE ROPPONGI TOKYO（2011年）
- JR博多シティ（2011年）
- JAあいちビル（2011年）
- 東雲住宅（2011年）
- 新小岩陸橋（2011年）
- 新静岡セノバ（2011年）
- 新宿フロントスクエア（2011年）
- 鈴木大拙館（2011年）
- 住友不動産新宿グランドタワー（2011年）
- 仙台アンパンマンこどもミュージアム&モール（2011年）
- ソラト太田川（2011年）
- 高崎市総合保健センター（2011年）
- Terminal 21（2011年）
- テラスモール湘南（2011年）
- 天然温泉 ほの湯（2011年）
- 鳥羽警察署（2011年）
- 名古屋市科学館（2011年）
- 名古屋市立西部医療センター（2011年）
- 名古屋三井ビルディング（2011年）
- 新潟県立巻高等学校（2011年）
- NU茶屋町プラス（2011年）
- ノースゲートビルディング（2011年）
- 函館市縄文文化交流センター（2011年）
- パセナカミッセ（2011年）
- 八戸市埋蔵文化財センター 是川縄文館（2011年）
- 浜離宮インターシティ（2011年）
- 飛騨市立古川小学校（2011年）
- 常陸太田駅（2011年）
- フォレオ大阪ドームシティ（2011年）
- フジグラン広島（2011年）
- 藤子・F・不二雄ミュージアム（2011年）
- 富士吉田市立図書館（2011年）
- 佛光山佛陀記念館（2011年）
- 北海道四季劇場（2011年）
- 本郷中学校・高等学校（2011年）
- 真壁伝承館（2011年）
- 三井記念病院（2011年）
- みなとみらいグランドセントラルタワー（2011年）
- ミニボートピア阿賀野（2011年）
- 由利本荘市文化交流館 カダーレ（2011年）
- アーツ前橋（2012年）
- 秋田県立美術館 平野政吉コレクション（2012年）
- アークヒルズ仙石山森タワー（2012年）
- 浅草文化観光センター（2012年）
- アピタ佐原東店（2012年）
- 梅田阪急ビル（2012年）
- エディオン広島本店（2012年）
- エリアなかいち（2012年）
- 大田区総合体育館（2012年）
- 大手町フィナンシャルシティ（2012年）
- 岡崎市東部地域交流センター・むらさきかん（2012年）
- 岡山白陵中学校・高等学校（2012年）
- 尾張一宮駅前ビル（2012年）
- 鹿児島中央ターミナル（2012年）
- 交野警察署（2012年）
- 金沢市立工業高等学校（2012年）
- キタカラ（2012年）
- キッコーマン総合病院（2012年）
- 岐阜スカイウイング37（2012年）
- くまもと森都心プラザ（2012年）
- 久美愛厚生病院（2012年）
- クレヴィアタワー中之島（2012年）
- 国立近現代建築資料館（2012年）
- 越谷ツインシティ（2012年）
- 高志の国文学館（2012年）
- ザ・熊本タワー（2012年）
- 札幌市カーリング場（2012年）
- サマーラ・アリーナ（2012年）
- ザ・ライオンズ大通公園タワー（2012年）
- JR南新宿ビル（2012年）
- 静岡市清水文化会館（2012年）
- シティタワー上野池之端（2012年）
- 渋谷ヒカリエ（2012年）
- 志摩市立国民健康保険浜島診療所（2012年）
- 新宿イーストサイドスクエア（2012年）
- ゼビオアリーナ仙台（2012年）
- 相互館110タワー（2012年）
- ダイエー赤羽店（2012年）
- ダイバーシティ東京（2012年）
- 太陽新天地（2012年）
- 伊達市総合体育館（2012年）
- 千歳市立勇舞中学校（2012年）
- つくば市立春日学園義務教育学校（2012年）
- 土浦運輸区棟（2012年）
- 東京スカイツリー（2012年）
- 東京スカイツリーイーストタワー（2012年）
- 長岡市シティホールプラザアオーレ長岡（2012年）
- 中野四季の都市建物群（2012年）
- 中之島フェスティバルタワー（2012年）
- 中野ツインマークタワー（2012年）
- 名古屋クロスコートタワー（2012年）
- 那覇市役所（2012年）
- 日本平ホテル（2012年）
- ハイトピア伊賀（2012年）
- パレスホテル東京（2012年）
- 阪急百貨店うめだ本店（2012年）
- フェスティバルホール（2012年）
- 福井警察署（2012年）
- ブリリア大井町ラヴィアンタワー（2012年）
- 風和里しばやま（2012年）
- マークフロントタワー曳舟（2012年）
- 町田市役所（2012年）
- 丸亀町グリーン（2012年）
- 丸の内永楽ビルディング（2012年）
- 三井住友海上駿河台ビル（2012年）
- ミューカルがくと館（2012年）
- 三好市立東祖谷小学校（2012年）
- 三好市立東祖谷中学校（2012年）
- 名阪上野ドライブイン（2012年）
- ヤオコー川越美術館（2012年）
- Ufotable CINEMA（2012年）
- 横浜三井ビルディング（2012年）
- 綾羅イルカ館（2012年）
- 和歌山ビッグウエーブ（2012年）
- Audi みなとみらい（2013年）
- 秋葉山公園県民水泳場（2013年）
- アクロスプラザ森町（2013年）
- 足助病院（2013年）
- アニヴェルセル みなとみらい横浜（2013年）
- あべのハルカス（2013年）
- 余部鉄橋「空の駅」（2013年）
- 荒祭宮（2013年）
- イオンモールつくば（2013年）
- イオンモール幕張新都心（2013年）
- Umie（2013年）
- 嬉野パーキングエリア（2013年）
- エクラスタワー武蔵小杉（2013年）
- 大阪木材仲買会館（2013年）
- 岡崎市地域交流センター六ツ美分館・悠紀の里（2013年）
- 御茶ノ水ソラシティ（2013年）
- 金沢家庭裁判所（2013年）
- 金沢地方裁判所（2013年）
- 歌舞伎座タワー（2013年）
- 北戸田ファーストゲートタワー（2013年）
- 北見市常呂町カーリングホール（2013年）
- グランドオリエンタルみなとみらい（2013年）
- グランドミレーニア（2013年）
- グランフロント大阪（2013年）
- グランフロント大阪オーナーズタワー（2013年）
- クロスエアタワー（2013年）
- 甲州夢小路（2013年）
- 皇大神宮（2013年）
- 神戸アンパンマンこどもミュージアム&モール（2013年）
- 神戸市立東灘図書館（2013年）
- 札幌大通西4ビル（2013年）
- 鮫洲運転免許試験場（2013年）
- ザ・ライオンズ三郷中央（2013年）
- JPタワー（2013年）
- シティタワー神戸三宮（2013年）
- 新大阪センイシティー（2013年）
- 相馬市民会館（2013年）
- ダイビル本館（2013年）
- 多賀宮（2013年）
- 東京スクエアガーデン（2013年）
- 堂島 ザ・レジデンス マークタワー（2013年）
- 豊受大神宮（2013年）
- 名古屋高等裁判所金沢支部（2013年）
- 名古屋東京海上日動ビル (2代)（2013年）
- 新潟日報メディアシップ（2013年）
- 日医工スポーツアカデミー（2013年）
- パークホームズ浦和仲町（2013年）
- 羽田クロノゲート（2013年）
- プラウドタワー武蔵浦和マークス（2013年）
- プレミスト琴似スカイクロスタワー（2013年）
- 穂の国とよはし芸術劇場PLAT（2013年）
- MARK IS 静岡（2013年）
- MARK IS みなとみらい（2013年）
- 御稲御倉（2013年）
- むつ警察署（2013年）
- 山梨県庁舎（2013年）
- ラゾーナ川崎東芝ビル（2013年）
- ルミナリータワー池袋（2013年）
- ワテラス（2013年）
- 藍住町民体育館（2014年）
- 秋田市南部市民サービスセンター（2014年）
- 秋葉原ラジオ会館（2014年）
- 阿波市役所（2014年）
- 飯田橋グラン・ブルーム（2014年）
- 飯山駅（2014年）
- イオンモール多摩平の森（2014年）
- イオンモール岡山（2014年）
- イオンモール名古屋茶屋（2014年）
- 伊雑宮（2014年）
- 石川島記念病院（2014年）
- 伊勢市倉田山公園野球場（2014年）
- 岩見三内郵便局（2014年）
- ウェスタ川越（2014年）
- エコパーク阿南（2014年）
- 大田清掃工場（2014年）
- 大手町タワー（2014年）
- 大原運動公園野球場（2014年）
- おおぶ文化交流の杜（2014年）
- 温水プール・トレーニング室 (北海道伊達市)（2014年）
- 京都大学フィールド科学教育研究センター瀬戸臨海実験所水族館（2014年）
- 京橋トラストタワー（2014年）
- キラリナ京王吉祥寺（2014年）
- 黒部宇奈月温泉駅（2014年）
- 京王吉祥寺駅ビル（2014年）
- 呉服町タワー（2014年）
- サウスゲートタワー川口（2014年）
- 坂町立町民交流センター（2014年）
- ザ 仙台タワー（2014年）
- 札幌三井JPビルディング（2014年）
- 佐美長神社（2014年）
- JAグループ神奈川ビル（2014年）
- シティハウス浦和高砂（2014年）
- SKYZ TOWER&GARDEN（2014年）
- 小劇場B1（2014年）
- 中央合同庁舎第8号館（2014年）
- 月讀宮（2014年）
- 土浦市立土浦小学校（2014年）
- と（2014年）
- 鳥取市立千代南中学校（2014年）
- 虎ノ門ヒルズ（2014年）
- 西新橋スクエア（2014年）
- 日テレらんらんホール（2014年）
- 日本生命丸の内ガーデンタワー（2014年）
- パークタワー西新宿エムズポート（2014年）
- パークシティ武蔵小杉ザ・グランドウイングタワー（2014年）
- 八王子市総合体育館（2014年）
- 羽生パーキングエリア（2014年）
- ビナフロント（2014年）
- 氷見市役所（2014年）
- 平塚市役所（2014年）
- 福岡市立こども病院（2014年）
- 福岡パルコ（2014年）
- 福島県立安積黎明高等学校（2014年）
- ふじのくに千本松フォーラム（2014年）
- 相鉄ライフ いずみ野（2014年）
- 古川学園中学校・高等学校（2014年）
- 北國銀行（2014年）
- 本郷中学校・高等学校（2014年）
- 三重県総合博物館（2014年）
- 室町ちばぎん三井ビルディング（2014年）
- 室町古河三井ビルディング（2014年）
- 倭姫宮（2014年）
- 横浜アイマークプレイス（2014年）
- あかがねミュージアム（2015年）
- 秋田市東部市民サービスセンター（2015年）
- アミュプラザおおいた（2015年）
- イオンモール旭川駅前（2015年）
- 一筆啓上 日本一短い手紙の館（2015年）
- 上野イーストタワー（2015年）
- 浦安市運動公園陸上競技場（2015年）
- EXPOCITY（2015年）
- 大須演芸場（2015年）
- 大台厚生病院（2015年）
- 大手町ホトリア（2015年）
- 隠岐國学習センター（2015年）
- 神奈川スケートリンク（2015年）
- 上戸田地域交流センター（2015年）
- 紀北パーキングエリア（2015年）
- 京王高尾山温泉（2015年）
- 郡山市中央公民館・勤労青少年ホーム（2015年）
- 珸瑤瑁郵便局（2015年）
- 斎宮駅（2015年）
- 西条小松太陽光発電所（2015年）
- 佐那神社（2015年）
- JPタワー名古屋（2015年）
- 静岡県草薙総合運動場体育館（2015年）
- 品川シーズンテラス（2015年）
- 昭和女子大学附属昭和こども園（2015年）
- 市立吹田サッカースタジアム（2015年）
- 新宿東宝ビル（2015年）
- 新ダイビル（2015年）
- 清和梅田ビル（2015年）
- 世界一かわいい美術館（2015年）
- 相鉄ライフ 南まきが原（2015年）
- 大名古屋ビルヂング（2015年）
- ダイワロイネットホテル徳島駅前（2015年）
- TAKAO 599 MUSEUM（2015年）
- 月夜見宮（2015年）
- つくば市消防本部（2015年）
- 土宮（2015年）
- 鉄鋼ビルディング（2015年）
- 東京日本橋タワー（2015年）
- としまエコミューゼタウン（2015年）
- 富久クロス（2015年）
- TOYAMAキラリ（2015年）
- 南陽市文化会館（2015年）
- NIFREL（2015年）
- ザ パーク フロント ホテル アット ユニバーサル・スタジオ・ジャパン（2015年）
- パークシティ大崎（2015年）
- パークシティ大崎 ザ タワー（2015年）
- 大崎ブライトタワー（2015年）
- 函館アリーナ（2015年）
- 百五銀行（2015年）
- プラウドタワー大泉学園（2015年）
- 変なホテル（2015年）
- 北海道大谷室蘭高等学校（2015年）
- 三井アウトレットパーク北陸小矢部（2015年）
- みんなの森 ぎふメディアコスモス（2015年）
- 明治安田生命札幌大通ビル（2015年）
- メルクマール京王笹塚（2015年）
- もりのみやキューズモールBASE（2015年）
- ユウナル東海（2015年）
- YOKOHAMA SOTETSU SQUARE（2015年）
- ラスパ白山（2015年）
- ららぽーと海老名（2015年）
- ららぽーと立川立飛（2015年）
- ららぽーと富士見（2015年）
- REDHORSE OSAKA WHEEL（2016年）
- 愛知県立愛知総合工科高等学校（2016年）
- AKARIYA（2016年）
- 秋田市役所（2016年）
- アピタ金沢文庫店（2016年）
- イオンモール今治新都市（2016年）
- 伊賀市消防本部（2016年）
- 伊勢市消防本部（2016年）
- 大手町フィナンシャルシティグランキューブ（2016年）
- おりづるタワー（2016年）
- KACHIDOKI THE TOWER（2016年）
- 金沢弁護士会（2016年）
- 川島市民サービスセンター（2016年）
- 紀伊市木駅（2016年）
- KITTE博多（2016年）
- 京都岡本記念病院（2016年）
- 京都鉄道博物館（2016年）
- 京橋エドグラン（2016年）
- 銀座プレイス（2016年）
- グローバルフロントタワー（2016年）
- KCA・アクロスプラザ大分駅南（2016年）
- ザ・パークハウス晴海タワーズ（2016年）
- ザ・プリンスギャラリー 東京紀尾井町（2016年）
- JRJP博多ビル（2016年）
- JR新宿ミライナタワー（2016年）
- シティタワー武蔵小杉（2016年）
- 志摩広域消防組合（2016年）
- 白河文化交流館コミネス（2016年）
- シンフォニー豊田ビル（2016年）
- すみだ北斎美術館（2016年）
- 住友不動産六本木グランドタワー（2016年）
- 世田谷合同庁舎（2016年）
- 土浦協同病院（2016年）
- 土浦市消防本部（2016年）
- T-FRONTE（2016年）
- 東急プラザ銀座（2016年）
- 東京ガーデンテラス紀尾井町（2016年）
- 名古屋四季劇場（2016年）
- バスタ新宿（2016年）
- ハピリン（2016年）
- BMW GROUP Tokyo Bay（2016年）
- ビッグルーフ滝沢（2016年）
- ベルヴュオフィス名古屋（2016年）
- 松江市総合体育館（2016年）
- 松阪神社（2016年）
- 末日聖徒イエス・キリスト教会日本札幌神殿（2016年）
- 道の駅津かわげ（2016年）
- みよし市立中央図書館（2016年）
- 森記念秋水美術館（2016年）
- ユウタウン総曲輪（2016年）
- ラ・ジェント・ホテル大阪ベイ（2016年）
- ラ・ジェント・ホテル東京ベイ（2016年）
- ららぽーと湘南平塚（2016年）
- Garden Terrace (八戸市)（2016年）
- ららぽーと和泉（2014年）
- IHIステージアラウンド東京（2017年）
- あいち航空ミュージアム（2017年）
- 赤坂インターシティAIR（2017年）
- アリーナ立川立飛（2017年）
- アルカス土浦（2017年）
- イオンタウン本巣（2017年）
- 上野フロンティアタワー（2017年）
- 鵜沼市民サービスセンター（2017年）
- 大手町ホトリア（2017年）
- カトリック関東大学校体育館（2017年）
- 釜石市民ホール（2017年）
- 川崎市スポーツ・文化総合センター（2017年）
- 紀伊日ノ御埼灯台（2017年）
- 木曽岬町立図書館（2017年）
- GINZA SIX（2017年）
- グランドメゾン御園座タワー（2017年）
- グローバルゲート（2017年）
- 高知県立高知城歴史博物館（2017年）
- さいたま市子ども家庭総合センター（2017年）
- サオリーナ（2017年）
- ザ・パークハウス浦和タワー（2017年）
- ザ・ビッグ岩国店（2017年）
- JRゲートタワー（2017年）
- 杉並清掃工場（2017年）
- 新宿区立漱石山房記念館（2017年）
- 相鉄ライフ やよい台（2017年）
- 竹田市立図書館（2017年）
- つくば市立秀峰筑波義務教育学校（2017年）
- 津市産業・スポーツセンター（2017年）
- 土浦市立図書館（2017年）
- テラッセ納屋橋（2017年）
- 東洋大学赤羽台キャンパス（2017年）
- 富山県美術館（2017年）
- 中之島フェスティバルタワー・ウエスト（2017年）
- 日本青年館（2017年）
- 箱根小涌園 天悠（2017年）
- 日比谷パークフロント（2017年）
- 変なホテル東京 西葛西（2017年）
- 変なホテル舞浜東京ベイ（2017年）
- ミクニワールドスタジアム北九州（2017年）
- 三沢市国際交流スポーツセンター（2017年）
- 美馬市立美馬小学校（2017年）
- 武蔵野市クリーンセンター（2017年）
- 横浜野村ビル（2017年）
- 横山美術館（2017年）
- よしもと西梅田劇場（2017年）
- アピタテラス横浜綱島（2018年）
- イオンモール津南（2018年）
- 大手町プレイス（2018年）
- 岡崎市額田センター（2018年）
- オーテピア（2018年）
- 岸和田リハビリテーション病院（2018年）
- 杵築市立図書館（2018年）
- 久留米アリーナ（2018年）
- COPRE 二俣川（2018年）
- コンフォートスイーツ東京ベイ（2018年）
- さっぽろ創世スクエア（2018年）
- 渋谷ストリーム（2018年）
- JOINUS TERRACE 二俣川（2018年）
- 東京ミッドタウン日比谷（2018年）
- 八戸まちなか広場 マチニワ（2018年）
- ビーコルセンター（2018年）
- 広小路クロスタワー（2018年）
- 変なホテル東京 銀座（2018年）
- 三重県立松阪あゆみ特別支援学校（2018年）
- 由利本荘アリーナ（2018年）
- 吉野川市立高越小学校（2018年）
- ランドマーク81（2018年）
- 愛知県国際展示場（2019年）
- 有明アリーナ （2019年）
- 有明体操競技場 （2019年）
- 海の森水上競技場 （2019年）
- 嬉野市中央体育館 （2019年）
- 大分オーパ （2019年）
- 大井ホッケー競技場 （2019年）
- オト リバーサイドテラス （2019年）
- ガーデンシティ小倉 （2019年）
- 岐阜イーストライジング24 （2019年）
- グランベリーパーク （2019年）
- 京急グループ本社 （2019年）
- 甲府市武田氏館跡歴史館 （2019年）
- 栄タワーヒルズ （2019年）
- SAKURA MACHI Kumamoto （2019年）
- 札幌市中央体育館 （2019年）
- 三条市体育文化会館 （2019年）
- 渋谷スクランブルスクエア （2019年）
- 渋谷フクラス （2019年）
- JAPAN SPORT OLYMPIC SQUARE （2019年）
- 上越市立上越体操場ジムリーナ （2019年）
- 国立競技場 （2019年）
- 新長田合同庁舎 （2019年）
- 高崎芸術劇場 （2019年）
- 町立南伊勢病院 （2019年）
- 東京アクアティクスセンター （2019年）
- 東京建物 Brillia HALL （2019年）
- 虎の門病院 （2019年）
- 新潟県立武道館 （2019年）
- ブランチ横浜南部市場 （2019年）
- プレミストタワー総曲輪 （2019年）
- 横浜アンパンマンこどもミュージアム （2019年）
- 横浜ハンマーヘッド（2019年）
- ブランチ大津京（2019年）
- The Naoshima Plan「水」

## 日本国外の主要作品
- 100 11番街（2010年）
- アンティリア（2010年）
- エルゴ・アリーナ（2010年）
- 広州大劇院（2010年）
- 清凉里駅（2010年）
- ビテクスコ・フィナンシャルタワー（2010年）
- ブルジュ・ハリファ（2010年）
- メルセデス・ベンツアリーナ（2010年）
- ユスケ・バンク・ボクセン（2010年）
- アル・ヤコブ・タワー（2011年）
- 京基100（2011年）
- 上海東方体育中心（2011年）
- 珠江タワー（2011年）
- 深圳湾体育中心（2011年）
- ルーマニア国立図書館（2011年）
- ニュー・アイモバイル・スタジアム（2011年）
- ザ・トーチ（2011年）
- トランプ・インターナショナル・ホテル・アンド・タワー (トロント)（2011年）
- トランプオーシャンクラブ・インターナショナル・ホテル・アンド・タワー（2011年）
- エスタディオ・ナシオナル・デ・コスタリカ（2011年）
- ベルリン・アーバン・メモリ（2012年）
- エリートレジデンス（2012年）
- 23マリーナ（2012年）
- アブラージュ・アル・ベイト・タワーズ（2012年）
- アルセロール・ミッタル・オービット（2012年）
- 京南ハノイランドマークタワー（2012年）
- プリンセスタワー（2012年）
- ジョージア議会議事堂（2012年）
- マーキュリー・シティ・タワー（2013年）
- The SSE Hydro（2013年）
- スタディオンFKクラスノダール（2013年）
- 稲城亜丁空港（2013年）
- バスラ・スポーツシティ（2013年）
- サンマリノ神社（2014年）
- クラクフ・アリーナ（2014年）
- グルパマ・アレーナ（2014年）
- 珠海長隆海洋王国（2014年）
- 台中国家歌劇院（2014年）
- 高雄市立図書館総館（2014年）
- 高雄展覧館（2014年）
- チャーン・インターナショナル・サーキット（2014年）
- ナショナル・セプテンバー11メモリアル&ミュージアム（2014年）
- ナショナル・ヒーローズ・スタジアム（2014年）
- フォンダシオン・ルイ・ヴィトン（2014年）
- ボスコ・ヴェルティカーレ（2014年）
- ワン 57（2014年）
- ワンイレブン（2014年）
- ホイットニー美術館（2015年）
- 白頭山英雄青年発電所（2015年）
- D1 (ドバイ)（2015年）
- 250 東57丁目（2016年）
- 30 パーク・プレイス（2016年）
- CTF金融センター（2016年）
- VIA 57 ウエスト（2016年）
- カルバラー・スポーツ・シティ（2016年）
- サイゴンセンター（2016年）
- ロッテワールドタワー（2016年）
- 平安国際金融中心（2016年）
- エルプフィルハーモニー・ハンブルク（2017年）
- パリ・ラ・デファンス・アレナ（2017年）
- 平昌オリンピックスタジアム（2017年）
- ランドマーク81
- プスカシュ・アレーナ（2019年）

## コンペ・受賞
- ムンク美術館 ステネルセン美術館（2010年）
- 名古屋市第２斎場（プロポーザル、名古屋市、2010年）
- 麻布子ども中高生プラザ等複合施設（2010年）
- 三条市立裏館小学校（2010年）
- 広州科学城科学技術者集合住宅（2010年竣工）国際コンペ
- ポンビドー・センター・メス分館（2010年竣工）
- 京都府新総合資料館（仮称）建設工事公募型設計競技」（主催：京都府、審査員長：川﨑 清　2011年公表）
- ビリニュス・グッゲンハイム・エルミタージュ美術館 - ザハ・ハディドが当選（2011年完成予定）
- 新石川県立中央病院基本設計プロポーザル、石川県金沢市、2011年）
- 深圳福田人民医院（中国広東省深圳市、2011年）
- 山中湖村役場庁舎 改修（2011年）
- 台中市台湾タワー（2011年）
- 蘇州体育センター（中国江蘇省蘇州市、2012年）
- 佛山プロジェクト コンペディション（中国広東省　2012）
- イタリアのSUSA鉄道駅舎（2012）

- 釜石市災害復興公営住宅(小白浜地区)プロポーザル（2012年）
- 大垣市新庁舎シンボルモニュメントコンペ

- メルボルン・フリンダースストリート駅のリニューアル - ハッセル + ヘルツォーク&ド・ムーロンが当選（2013年（応募数118）
- マニトバ大学 - ウィニペグ - Visioned （re）Generation - Cibinel Architects Ltd.とLandmark Planning＆Design Inc.とJanet Roseberg＆Studio Inc.が当選（2013年（海外からの参加者45名）
- ルーブル・ランス別館（2013年銀の定規賞）
- 川島町新庁舎（2013年）
- 柏の葉キャンパス駅前シンボルデザインコンペ（2013年）
- 伊豆の国市伝統芸能会館建築設計提案競技（2013年）
- 新国連ビル国際招待コンペ（2013年）応募はプリツカー賞受賞者のみ
- グッゲンハイム・ヘルシンキ・プラン - 2014年（応募数1,715案）
- ドイツのマインツに建設されるオフィスビルのコンペ（2014年）
- コペンハーゲンの海岸に建設されるモニュメントのコンペ（2014年）
- 三条市立大崎中学校区小中一体校（2014年）
- 韮崎市立甘利小学校改修（2014年）
- 松本市上高地アルペンホテル改修（2014年）
- 夢ふうせんアネックス（2014年）
- 三条市立旭・裏館統合保育所（2015年）
- 高圧ガス保安協会総合研究所（2015年）
- ドーハのウォーターフロント再開発コンペ”Art Mill”文化やアートの拠点施設（2015年～2017年）
- ドイツ・ハンブルクのイノベーションポートのコンペ（2016年)
- 富士川町児童センター（2016年）
- 山梨県医師会館（2016年）
- カタール・ドーハ芸術地区の美術館コンペ（2016年)
- 高松市屋島山上拠点施設基本設計業務プロポーザル（2016年）
- スコットランド・エディンバラの公園を敷地としたパビリオンのコンペ（2017年）
- 中国・上海の文化センター設計コンペ（2017年）
- 旧忠生第六小学校用地施設整備計画策定業務（2017年）
- モスクワの複合施設設計コンペ（2018年）
- フランス・ニースの複合施設”JOIA MERIDIA”（2018年）
- スイス・ザンクトガレン大学の学習センターコンペ（2018年）
- オランダ・デンヘルダーに建設されるパブリックアートの国際コンペ（2018年）
- 国立競技場　2012年 国内外から応募があり、イギリスのザハ・ハディドの作品の最優秀賞から計画の白紙化（ザハ・ハディド案の破棄）に
- 妙高市の第三保育園、斐太南保育園、矢代保育園の３園統合園（2019年）